# Pavel Gintov
Pavel Gintov (ukrajinsko Павло Гiнтов), ukrajinski pianist, 14. januar 1984, Kijev, Ukrajina.
Po diplomi v domačem Kijevu (Irina Barinova) je nadaljeval študij na moskovskem konservatoriju Čajkovski (Lev Naumov). Sedaj se izpopolnjuje kot štipendist v New Yorku na Manhattan School of Music (Nina Svetlanova). Leta 2006 je zmagal na 1. mednarodnem klavirskem tekmovanju Takamacu na Japonskem.